# Красна Коса
Кра́сна Коса́ — село Україні, у Старокозацькій сільській громаді Білгород-Дністровського району Одеської області. Населення — 1013 осіб.

## Населення
За переписом 1989 року населення села становило 1087 осіб, з яких 509 чоловіків та 578 жінок.
За переписом населення 2001 року в селі мешкало 1015 осіб.

### Мова
Розподіл населення за рідною мовою за даними перепису 2001 року:
| Мова       | Відсоток |
| ---------- | -------- |
| українська | 92,4 %   |
| російська  | 3,75 %   |
| румунська  | 3,55 %   |
| болгарська | 0,1 %    |